# Lista de pay-per-views semanais da Total Nonstop Action Wrestling (2002)

Logotipo usado pela NWA-TNA.

Esta é uma lista dos pay-per-views semanais realizados pela Total Nonstop Action Wrestling (TNA). A promoção foi fundada em 10 de maio de 2002. Mais tarde naquele mesmo ano, a National Wrestling Alliance (NWA) concedeu a TNA o controle sobre seus campeonatos mundiais dos pesos-pesados e de duplas, tornando-se assim numa subsidiária da NWA, tendo posteriormente seu nome alterado para NWA-TNA. Inicialmente, os shows da TNA funcionariam como pay-per-views semanais e seriam a principal fonte de receita da empresa, no lugar de pay-per-views mensais utilizados por outras promoções. Esses shows começaram em 19 de junho de 2002 e foram realizados principalmente no TNA Asylum (Tennessee State Fairgrounds Sports Arena) em Nashville, Tennessee. Depois de 27 meses e 110 eventos, os diretores da TNA sentiram que tinham uma base de fãs para começar a realizar um programa de televisão semanal e pay-per-views mensais com três horas de duração. O último desses 110 pay-per-views foi realizado em 8 de setembro de 2004. A lista a seguir apresenta todos esses eventos realizados no ano de 2002.
| Lista dos pay-per-views semanais → |
| --- |
| 1 · 2 · 3 · 4 · 5 · 6 · 7 · 8 · 9 · 10 · 11 · 12 · 13 · 14 · 15 · 16 · 17 · 18 · 19 · 20 · 21 · 22 · 23 · 24 · 25 Ver também · Referências · Ligações externas |

## NWA/TNA PPV 1
NWA/TNA PPV 1 foi um evento pay-per-view promovido pela NWA-Total Nonstop Action, ocorreu no dia 19 de junho de 2002 no Von Braun Civic Center na cidade de Huntsville, Alabama.

### Resultados
| Nº | Lutas | Estipulação | Duração |
| -- | --- | --- | ------- |
| 1  | The Flying Elvises (Jimmy Yang, Jorge Estrada e Sonny Siaki) derrotaram A.J. Styles, Jerry Lynn e Lo-Ki | Luta de trios | 06:27   |
| 2  | Teo derrotou Hollywood | Luta Midget | 02:49   |
| 3  | The Johnsons (Richard Johnson e Rod Johnson) (com Mortimer Plumtree) derrotaram James Storm e Psicosis | Luta de duplas | 04:49   |
| 4  | The Dupps (Bo Dupp e Stan Dupp) (com Fluff Dupp) derrotaram Christian York e Joey Matthews | Luta de duplas | 03:39   |
| 5  | Ken Shamrock e Malice derrotaram Brian Christopher, Bruce, Buff Bagwell, Chris Harris, Del Rios, Devon Storm, Gran Apolo, Jeff Jarrett, Justice, K-Krush, Konnan, Lash LeRoux, Norman Smiley, Rick Steiner, Scott Hall, Slash, Steve Corino e The Vampire Warrior - Jeff Jarrett eliminou Buff Bagwell - Jeff Jarrett eliminou Lash LeRoux - Jeff Jarrett eliminou Norman Smiley - Rick Steiner eliminou Slash - Rick Steiner eliminou Justice - Malice eliminou Bruce - Malice eliminou K-Krush - Malice eliminou Del Rios - Malice eliminou Konnan - Malice eliminou Rick Steiner - Scott Hall eliminou Jeff Jarrett - Brian Christopher eliminou Chris Harris - Brian Christopher eliminou The Vampire Warrior - Brian Christopher eliminou Devon Storm - Brian Christopher eliminou Steve Corino - Ken Shamrock eliminou Brian Christopher - Malice eliminou Gran Apolo - Malice eliminou Scott Hall | Gauntlet for the Gold Battle Royal | 30:55   |
| 6  | Ken Shamrock derrotou Malice (com James Mitchell) | Luta individual para definir o primeiro vencedor do NWA World Heavyweight Championship na história da TNA, com Ricky Steamboat como árbitro especial. | 06:22   |

## NWA/TNA PPV 2
NWA/TNA PPV 2 foi um evento pay-per-view promovido pela NWA-Total Nonstop Action, ocorreu no dia 19 de junho de 2002 no Von Braun Civic Center na cidade de Huntsville, Alabama onde foi gravado. A exibição ocorreu no dia 26 de junho.

### Resultados
| Nº | Lutas | Estipulação | Duração |
| -- | --- | --- | ------- |
| 1  | Scott Hall (com Jackie Fargo e Toby Keith) derrotou Jeff Jarrett | Luta individual                                                                                                | 07:00   |
| 2  | Cheex (com The Brown-Eyed Girl) derrotou Frank Parker | Luta individual                                                                                                | 02:08   |
| 3  | Brian Christopher (com Hermie Sadler e Sterling Marlin) derrotou K-Krush | Luta individual                                                                                                | 04:47   |
| 4  | Taylor Vaughn derrotou Alexis Laree, Elektra, Erin, Francine, Joanie, Miss Sasha, Shannon e Tyler | Miss TNA Lingerie Battle Royal                                                                                 | 04:41   |
| 5  | Gran Apolo derrotou David Young (com Bobcat) | Luta individual                                                                                                | 05:26   |
| 6  | America's Most Wanted (Chris Harris e James Storm) derrotaram The Rainbow Express (Bruce e Lenny) (com Joel Gertner) | Luta de duplas                                                                                                 | 04:47   |
| 7  | A.J. Styles derrotou Jerry Lynn, Lo-Ki e Psicosis - A.J. Styles derrotou Psicosis (01:59) - A.J. Styles derrotou Lo-Ki (04:22) - Jerry Lynn derrotou A.J. Styles (04:42) - Jerry Lynn derrotou Psicosis (07:42) - Eliminado - Jerry Lynn derrotou Lo-Ki (12:01) - Eliminado - A.J. Styles derrotou Jerry Lynn (16:03) - A.J. Styles derrotou Jerry Lynn (25:54) | Luta Four Way com dupla eliminação pelo vago NWA TNA X Championship com Ricky Steamboat como árbitro especial. | 25:54   |

## NWA/TNA PPV 3
NWA/TNA PPV 3 foi um evento pay-per-view promovido pela NWA-Total Nonstop Action, ocorreu no dia 3 de julho de 2002 no City Auditorium na cidade de Nashville, Tennessee.

### Resultados
| Nº                          | Lutas | Estipulação                                                  | Duração |
| --------------------------- | --- | ------------------------------------------------------------ | ------- |
| Dark                        | Scotty Saber derrotou Matt Longtime                                                                                                | Luta individual                                              | N/A     |
| Dark                        | Team Canada derrotaram Chase Stevens e Cassidy O'Reilly                                                                            | Luta de duplas                                               | N/A     |
| 1                           | America's Most Wanted (Chris Harris e James Storm) derrotaram The Johnsons (Richard Johnson e Rod Johnson) (com Mortimer Plumtree) | Semifinal do torneio do vago NWA World Tag Team Championship | 04:41   |
| 2                           | Monty Brown derrotou Anthony Ingram                                                                                                | Luta individual                                              | 01:32   |
| 3                           | The Rainbow Express (Bruce e Lenny) (com Joel Gertner) derrotaram Buff Bagwell e Gran Apolo                                        | Semifinal do torneio do vago NWA World Tag Team Championship | 05:48   |
| 4                           | Puppet derrotou Todd Stone | Hardcore Midget match                                        | 01:54   |
| 5                           | Francine derrotou Miss TNA Taylor Vaughn por desqualificação                                                                       | Luta individual                                              | 00:43   |
| 6                           | Ken Shamrock (c) derrotou Malice (com James Mitchell)                                                                              | Luta individual pelo NWA World Heavyweight Championship      | 05:53   |
| 7                           | A.J. Styles (c) derrotou David Young (com Bobcat)                                                                                  | Luta individual pelo NWA TNA X Championship                  | 08:46   |
| 8                           | A.J. Styles e Jerry Lynn derrotaram The Rainbow Express (Bruce e Lenny) (com Joel Gertner)                                         | Final do torneio do vago NWA World Tag Team Championship     | 12:22   |
| 9                           | Jeff Jarrett e K-Krush derrotaram Brian Christopher e Scott Hall                                                                   | Luta de duplas                                               | 11:41   |
| (c) - Campeão antes da luta | |                                                              |         |

## NWA/TNA PPV 4
NWA/TNA PPV 4 foi um evento pay-per-view promovido pela NWA-Total Nonstop Action, ocorreu no dia 10 de julho de 2002 no City Auditorium na cidade de Nashville, Tennessee.

### Resultados
| Nº                             | Lutas | Estipulação                                                                    | Duração |
| ------------------------------ | --- | ------------------------------------------------------------------------------ | ------- |
| 1                              | A.J. Styles e Jerry Lynn (c) derrotaram The Disciples Of The New Church (Slash e Tempest) (com James Mitchell) | Luta de duplas pelo NWA World Tag Team Championship                            | 10:34   |
| 2                              | Brian Lawler derrotou Norman Smiley | Luta individual                                                                | 04:44   |
| 3                              | Hermie Sadler derrotou K-Krush | Luta individual                                                                | 05:06   |
| 4                              | The Hot Shots (Cassidy O'Reilly e Chase Stevens) derrotaram The Briscoes (Jay Briscoe e Mark Briscoe) por desqualificação. | Luta de duplas                                                                 | 02:09   |
| 5                              | Jorge Estrada e Sonny Siaki derrotaram Bo e Stan Dupp | Luta de duplas                                                                 | 05:02   |
| 6                              | Ken Shamrock (c) derrotou Takao Omori por desqualificação. | Luta individual pelo NWA World Heavyweight Championship                        | 07:42   |
| 7                              | Lo-Ki derrotou Christopher Daniels, Elix Skipper, Jerry Lynn, Kid Romeo e Tony Mamaluke - Jerry Lynn eliminado por contagem (10:37). - Elix Skipper eliminou Tony Mamaluke (11:30). - Christopher Daniels eliminou Elix Skipper (14:55). - Low-Ki forçou a desistência de Kid Romeo (17:03). - Low-Ki derrotou Christopher Daniels (21:31). | Luta Six Man Elimination para definir o desafiante pelo NWA TNA X Championship | 21:31   |
| (c) - Campeão(s) antes da luta | |                                                                                |         |

## NWA/TNA PPV 5
NWA/TNA PPV 5 foi um evento pay-per-view promovido pela NWA-Total Nonstop Action, ocorreu no dia 17 de julho de 2002 no Fairgrounds Coliseum na cidade de Nashville, Tennessee.

### Resultados
| Nº                             | Lutas                                                                        | Estipulação                                                                             | Duração |
| ------------------------------ | ---------------------------------------------------------------------------- | --------------------------------------------------------------------------------------- | ------- |
| Dark                           | The Lost Boyz (Azrael e Gabriel) derrotaram The Briscoe (Mark e Jay Briscoe) | Luta de duplas                                                                          | N/A     |
| Dark                           | Bo e Stan Dupp derrotaram Mike Rapada e Big Bully Douglas                    | Luta de duplas                                                                          | N/A     |
| 1                              | Sabu derrotou Malice (com James Mitchell, Slash e Tempest)                   | Luta de escadas para definir o desafiante nº um pelo NWA World Heavyweight Championship | 13:20   |
| 2                              | K-Krush derrotou Norman Smiley                                               | Luta individual                                                                         | 03:20   |
| 3                              | Sonny Siaki e Jorge Estrada derrotaram Elix Skipper e Chris Daniels          | Luta de duplas                                                                          | 09:47   |
| 4                              | Puppet the Psycho Dwarf derrotou Meatball                                    | Luta Hardcore Midget                                                                    | 06:12   |
| 5                              | Francine derrotou Jasmin St. Clair por desqualificação.                      | Luta individual                                                                         | 01:21.  |
| 6                              | A.J. Styles (c) derrotou Low-Ki                                              | Luta individual pelo NWA X Division Championship                                        | 10:33   |
| 7                              | Scott Hall derrotou Brian Lawler                                             | Luta individual                                                                         | 08:48   |
| (c) - Campeão(s) antes da luta |                                                                              |                                                                                         |         |

## NWA/TNA PPV 6
NWA/TNA PPV 6 foi um evento pay-per-view promovido pela NWA-Total Nonstop Action, ocorreu no dia 24 de julho de 2002 no Fairgrounds Coliseum na cidade de Nashville, Tennessee.

### Resultados
| Nº                          | Lutas | Estipulação                                                            | Duração |
| --------------------------- | --- | ---------------------------------------------------------------------- | ------- |
| 1                           | Low-Ki derrotou The Amazing Red                                                                                | Luta individual                                                        | 07:27   |
| 2                           | America's Most Wanted (Chris Harris e James Storm) derrotaram The Hot Shots (Cassidy O'Reilly e Chase Stevens) | Luta de duplas                                                         | 05:17   |
| 3                           | Gran Apolo derrotou Brian Lawler                                                                               | Luta individual                                                        | 07:01   |
| 4                           | A.J. Styles e Jerry Lynn (c) derrotaram The Flying Elvises (Jimmy Yang e Jorge Estrada) (com Sonny Siaki)      | Luta de duplas pelo NWA World Tag Team Championship                    | 16:20   |
| 5                           | Elix Skipper e Monty Brown derrotaram Johnny Swinger e Simon Diamond                                           | Luta de duplas                                                         | 05:35   |
| 6                           | Ian Harrison derrotou Bo Dupp por desqualificação.                                                             | Luta individual                                                        | 02:58   |
| 7                           | Ken Shamrock (c) vs. Sabu acabou sem vencedor                                                                  | Luta de escadas e de submissão pelo NWA World Heavyweight Championship | 09:32   |
| (c) - Campeão antes da luta | |                                                                        |         |

## NWA/TNA PPV 7
NWA/TNA PPV 7 foi um evento pay-per-view promovido pela NWA-Total Nonstop Action, ocorreu no dia 31 de julho de 2002 no Fairgrounds Coliseum na cidade de Nashville, Tennessee.

### Resultados
| Nº                          | Lutas                                              | Estipulação                                                    | Duração |
| --------------------------- | -------------------------------------------------- | -------------------------------------------------------------- | ------- |
| Dark                        | Matt Stryker derrotou B.J. Whitmer                 | Luta individual                                                | N/A     |
| Dark                        | Jimmy Rave (c) derrotou Shark Boy                  | Luta individual pelo NWA World Junior Heavyweight Championship | N/A     |
| 1                           | A.J. Styles (com Jerry Lynn) derrotou Elix Skipper | Luta individual pelo NWA X Division Championship               | 12:37   |
| 2                           | Slash (com James Mitchell) derrotou Sonny Siaki    | Luta individual                                                | 07:37   |
| 3                           | Gran Apolo derrotou Malice (com James Mitchell)    | Luta individual                                                | 06:31   |
| 4                           | Bruce derrotou Taylor Vaughn                       | Luta individual pelo título de Miss TNA.                       | 02:07   |
| 5                           | Low-Ki derrotou Jerry Lynn                         | Luta individual                                                | 14:10   |
| 6                           | Jeff Jarrett derrotou Scott Hall                   | Luta de maca                                                   | 12:04   |
| (c) - Campeão antes da luta |                                                    |                                                                |         |

## NWA/TNA PPV 8
NWA/TNA PPV 8 foi um evento pay-per-view promovido pela NWA-Total Nonstop Action, ocorreu no dia 7 de agosto de 2002 no Fairgrounds Coliseum na cidade de Nashville, Tennessee.

### Resultados
| Nº                          | Lutas | Estipulação                                                    | Duração |
| --------------------------- | --- | -------------------------------------------------------------- | ------- |
| Dark                        | Jimmy Rave (c) derrotou Adam Jacobs                                                                                              | Luta individual pelo NWA World Junior Heavyweight Championship | N/A     |
| Dark                        | Scoot Andrews derrotou Quiet Storm                                                                                               | Luta individual                                                | N/A     |
| 1                           | The Flying Elvises (Jimmy Yang, Jorge Estrada e Sonny Siaki) derrotaram The Amazing Red e The S.A.T. (Joel Maximo e Jose Maximo) | Luta de duplas                                                 | 11:43   |
| 2                           | Ron Killings derrotou Ken Shamrock (c)                                                                                           | Luta individual pelo NWA World Heavyweight Championship        | 09:17   |
| 3                           | Bo Dupp (com Stan Dupp) derrotou Ed Ferrara                                                                                      | Dupp Cup Invitational match                                    | 05:43   |
| 4                           | Malice (com James Mitchell) derrotou Don Harris                                                                                  | Luta First Blood                                               | 06:29   |
| 5                           | Jeff Jarrett derrotou Gran Apolo                                                                                                 | Luta individual, com Ricky Steamboat como árbitro especial.    | 10:06   |
| 6                           | Miss TNA Bruce derrotou Taylor Vaughn                                                                                            | Luta Evening Gown                                              | 02:02   |
| 7                           | Low-Ki derrotou A.J. Styles (c) e Jerry Lynn                                                                                     | Luta triangular pelo NWA X Division Championship               | 16:14   |
| (c) - Campeão antes da luta | |                                                                |         |

## NWA/TNA PPV 9
NWA/TNA PPV 9 foi um evento pay-per-view promovido pela NWA-Total Nonstop Action, ocorreu no dia 14 de agosto de 2002 no Fairgrounds Coliseum na cidade de Nashville, Tennessee.

### Resultados
| Nº                          | Lutas | Estipulação                                                  | Duração |
| --------------------------- | --- | ------------------------------------------------------------ | ------- |
| Dark                        | America's Most Wanted (Chris Harris e James Storm) derrotaram Brian Lee e David Young                                                                                       | Luta de duplas                                               | N/A     |
| 1                           | The Amazing Red e The S.A.T. (Joel Maximo e Jose Maximo) derrotaram Kid Kash, Shark Boy e Slim J                                                                            | Luta de duplas                                               | 10:36   |
| 2                           | Bruce derrotou Tina Hamilton | Luta individual pelo título de Miss TNA                      | 01:50   |
| 3                           | Don Harris derrotou Malice | Luta Last Man Standing                                       | 07:05   |
| 4                           | Teo derrotou Bo Dupp (com Stan Dupp) | Dupp Cup Invitational match                                  | 04:24   |
| 5                           | Monty Brown derrotou Elix Skipper | Detroit Street Fight                                         | 05:42   |
| 6                           | Lo-Ki (c) derrotou Jimmy Yang, Jorge Estrada e Sonny Siaki - Yang forçou a desistência de Estrada (06:38). - Low-Ki eliminou Siaki (07:53). - Low-Ki derrotou Yang (09:21). | Luta Four Way de eliminação pelo NWA X Division Championship | 09:21   |
| 7                           | A.J. Styles e Jerry Lynn (c) vs. Jeff Jarrett e Ron Killings acabou sem vencedores. O título ficou vago.                                                                    | Luta de duplas pelo NWA World Tag Team Championship          | 12:20   |
| (c) - Campeão antes da luta | |                                                              |         |

## NWA/TNA PPV 10
NWA/TNA PPV 10 foi um evento pay-per-view promovido pela NWA-Total Nonstop Action, ocorreu no dia 21 de agosto de 2002 no Fairgrounds Coliseum na cidade de Nashville, Tennessee.

### Resultados
| Nº                          | Lutas | Estipulação                                                  | Duração |
| --------------------------- | --- | ------------------------------------------------------------ | ------- |
| 1                           | Jerry Lynn derrotou A.J. Styles | Luta Falls Count Anywhere em uma melhor de três series       | 09:54   |
| 2                           | America's Most Wanted (Chris Harris e James Storm) derrotaram Brian Lee e Ron Harris | Luta de duplas                                               | 08:56   |
| 3                           | Sonny Siaki derrotou Jimmy Yang (com Jorge Estrada) - Jimmy Yang derrotou Sonny Siaki (03:22) - Sonny Siaki derrotou Jimmy Yang (08:20) - Sonny Siaki derrotou Jimmy Yang (14:01)                                                               | Luta de duas quedas                                          | 14:01   |
| 4                           | Brian Lawler derrotou Slash | Luta individual                                              | 05:53   |
| 5                           | Low-Ki (c) derrotou Amazing Red, Joel Maximo e Jose Maximo - Joel eliminou Jose (09:06). - Amazing Red eliminou Joel (10:02). - Low-Ki eliminou Red (12:01).                                                                                    | Luta Four Way de eliminação pelo NWA X Division Championship | 12:01   |
| 6                           | Ron Killings (c) derrotou Monty Brown | Luta individual pelo NWA World Heavyweight Championship      | 10:09   |
| 7                           | A.J. Styles derrotou Jerry Lynn | Luta sem desqualificações                                    | 11:33   |
| 8                           | Jerry Lynn vs. A.J. Styles acabou sem vencedor. - Styles derrotou Lynn (00:11). - Styles derrotou Lynn (00:19). - Lynn derrotou Styles (03:47). - Styles derrotou Lynn (06:28). - Lynn derrotou Styles (08:13). - Lynn derrotou Styles (08:57). | Luta Iron Man                                                | 10:00   |
| (c) - Campeão antes da luta | |                                                              |         |

## NWA/TNA PPV 11
NWA/TNA PPV 11 foi um evento pay-per-view promovido pela NWA-Total Nonstop Action, ocorreu no dia 21 de agosto de 2002 no Fairgrounds Coliseum na cidade de Nashville, Tennessee. Foi exibido no dia 28 de agosto de 2002.

### Resultados
| Nº                          | Lutas | Estipulação                                                                                 | Duração |
| --------------------------- | --- | ------------------------------------------------------------------------------------------- | ------- |
| 1                           | Kid Kash derrotou The Amazing Red | Luta individual                                                                             | 09:25   |
| 2                           | Sonny Siaki derrotou Monty Brown | Luta individual                                                                             | 10:11   |
| 3                           | America's Most Wanted (Chris Harris e James Storm) derrotaram The Backseat Boyz (Johnny Kashmere e Trent Acid), The Hot Shots (Cassidy O'Reilly e Chase Stevens) e The Disciples of the New Church (Kobain e Slash) - Slash derrotou Acid (04:12). - Storm derrotou O'Reilly (07:53). - Harris derrotou Slash (12:49). | Luta de quatro duplas de eliminação com os vencedores entrando para a Gauntlet For The Gold | 12:49   |
| 4                           | Bruce derrotou April Hunter | Luta individual pelo título de Miss TNA                                                     | 03:01   |
| 5                           | Jimmy Yang e Jorge Estrada derrotaram The S.A.T. (Jose e Joel Maximo) | Luta de duplas                                                                              | 14:09   |
| 6                           | The Bullet vs. Jeff Jarrett acabou sem vencedor. | Luta individual                                                                             | 03:43   |
| 7                           | Jerry Lynn derrotou Low-Ki (c) e A.J. Styles | Luta de escadas triangular pelo NWA X Division Championship                                 | 19:57   |
| (c) - Campeão antes da luta | |                                                                                             |         |

## NWA/TNA PPV 12
NWA/TNA PPV 12 foi um evento pay-per-view promovido pela NWA-Total Nonstop Action, ocorreu no dia 18 de setembro de 2002 no Fairgrounds Coliseum na cidade de Nashville, Tennessee.

### Resultados
| Nº                          | Lutas | Estipulação                                                                               | Duração          |
| --------------------------- | --- | ----------------------------------------------------------------------------------------- | ---------------- |
| Dark                        | Chris Michaels derrotou Kory Williams. | Luta individual                                                                           | N/A              |
| Dark                        | Big Bully Douglas derrotou ???? | Luta individual                                                                           | N/A              |
| 1                           | A.J. Styles derrotou Kid Kash | Luta individual                                                                           | 09:56            |
| 2                           | Dustin Diamond derrotou Tiny the Timekeeper | Luta de boxe                                                                              | 00:36 - 1º Round |
| 3                           | Ace Steel e CM Punk derrotaram The Hot Shots (Chase Stevens e Cassidy O'Reilly) e Jimmy Rave e Derek Wylde | Luta de três duplas de eliminação com os vencedores entrando para a Gauntlet For The Gold | 07:10            |
| 4                           | Bruce derrotou "uma fã" | Luta individual pelo título de Miss TNA                                                   | 01:09            |
| 4                           | Brian Lee e Chris Harris derrotaram Ace Steel, BG James, Brian Lawler, Buff Bagwell, CM Punk, Derek Wylde, Disco Inferno, James Storm, Jimmy Rave, Joel Maximo, Jorge Estrada, Jose Maximo, Kobain, Ron Harris, Scott Hall, Slash, Sonny Siaki e Syxx-Pac | Luta de duplas Gauntlet For The Gold Battle Royal                                         | 23:00            |
| 5                           | America's Most Wanted (Chris Harris e James Storm) derrotaram Brian Lee e Ron Harris | Luta de duplas pelo vago NWA World Tag Team Championship                                  | 04:57            |
| 6                           | Ron Killings (c) derrotou Jerry Lynn | Luta individual pelo NWA World Heavyweight Championship                                   | 12:26            |
| (c) - Campeão antes da luta | |                                                                                           |                  |

## NWA/TNA PPV 13
NWA/TNA PPV 13 foi um evento pay-per-view promovido pela NWA-Total Nonstop Action, ocorreu no dia 25 de setembro de 2002 no Fairgrounds Coliseum na cidade de Nashville, Tennessee.

### Resultados
| Nº                          | Lutas | Estipulação                                        | Duração |
| --------------------------- | --- | -------------------------------------------------- | ------- |
| Dark                        | Hotstuff Hernandez derrotou Aussie | Luta individual                                    | N/A     |
| Dark                        | Matt Stryker derrotou Todd Sexton | Luta individual                                    | N/A     |
| 1                           | Sonny Siaki derrotou The Amazing Red | Luta individual                                    | 07:21   |
| 2                           | America's Most Wanted (James Storm e Chris Harris) (c) derrotaram Brian Lee e Ron Harris                                                         | Luta de mesas pelo NWA World Tag Team Championship | 06:38   |
| 3                           | A.J. Styles derrotou Low-Ki - Low-Ki forçou a desistência de Styles (06:35). - Styles derrotou Low-Ki (10:56). - Styles derrotou Low-Ki (14:44). | Luta de duas quedas                                | 14:44   |
| 4                           | Syxx-Pac e Scott Hall derrotaram Brian Lawler e Elix Skipper                                                                                     | Luta de duplas                                     | 09:09   |
| 5                           | Jorge Estrada derrotou Kid Kash | Luta individual                                    | 06:04   |
| 6                           | Jerry Lynn (c) derrotou Ron Killings | Luta lumberjack pelo NWA X Division Championship   | 09:02   |
| 7                           | BG James derrotou Jeff Jarrett por desqualificação.                                                                                              | Luta individual                                    | 09:06   |
| (c) - Campeão antes da luta | |                                                    |         |

## NWA/TNA PPV 14
NWA/TNA PPV 14 foi um evento pay-per-view promovido pela NWA-Total Nonstop Action, ocorreu no dia 2 de outubro de 2002 no Fairgrounds Coliseum na cidade de Nashville, Tennessee.

### Resultados
| Nº                          | Lutas                                                                                        | Estipulação                                             | Duração |
| --------------------------- | -------------------------------------------------------------------------------------------- | ------------------------------------------------------- | ------- |
| Dark                        | Derrick King derrotou Matt Longtime                                                          | Luta individual                                         | N/A     |
| Dark                        | The Kingpins (Price e Schaffer) derrotaram Rick e Chris Michaels                             | Luta de duplas                                          | N/A     |
| 1                           | The Amazing Red derrotou Shark Boy                                                           | Luta individual                                         | 06:51   |
| 2                           | Ron Killings (c) derrotou Low-Ki                                                             | Luta individual pelo NWA World Heavyweight Championship | 12:56   |
| 3                           | The S.A.T. (Jose e Joel Maximo) derrotaram Jorge Estrada e Jimmy Yang                        | Luta de duplas                                          | 08:47   |
| 4                           | Sonny Siaki derrotou David Young                                                             | Luta individual                                         | 06:10   |
| 5                           | America's Most Wanted (James Storm e Chris Harris) (c) derrotaram Ron Harris e Ashley Hudson | Luta de duplas pelo NWA World Tag Team Championship     | 07:01   |
| 6                           | Jerry Lynn derrotou A.J. Styles por desqualificação.                                         | Luta de escadas pelo NWA X Division Championship        | 17:26   |
| 7                           | Syxx-Pac e BG James derrotaram Brian Lawler e Jeff Jarrett                                   | Luta de duplas                                          | 09:38   |
| (c) - Campeão antes da luta |                                                                                              |                                                         |         |

## NWA/TNA PPV 15
NWA/TNA PPV 15 foi um evento pay-per-view promovido pela NWA-Total Nonstop Action, ocorreu no dia 9 de outubro de 2002 no Fairgrounds Coliseum na cidade de Nashville, Tennessee.

### Resultados
| Nº                          | Lutas | Estipulação                                           | Duração |
| --------------------------- | --- | ----------------------------------------------------- | ------- |
| 1                           | Curt Hennig, Syxx-Pac e BG James derrotaram Brian Lawler, Jeff Jarrett e Ron Killings | Luta de trios                                         | 14:20   |
| 2                           | America's Most Wanted (Chris Harris e James Storm) (c) derrotaram The S.A.T. (Jose e Joel Maximo) | Luta de duplas pelo NWA World Tag Team Championship   | 10:25   |
| 3                           | Ace Steel derrotou Low-Ki, Tony Mamaluke e Kid Kash - Steel derrotou Low-Ki (04:31). - Mamaluke derrotou Kash (04:31). - Kash derrotou Mamaluke (07:16). - Low-Ki forçou a desistência de Steel (08:15). - Steel derrotou Low-Ki (15:02). | Luta Four Corners Iron Man                            | 15:02   |
| 4                           | Chris e Rick Michaels derrotaram Ron Harris e Sonny Siaki | Luta de duplas                                        | 07:20   |
| 5                           | Low-Ki derrotou Ace Steel por desqualificação. | Luta individual                                       | 01:29   |
| 6                           | Syxx-Pac derrotou Tony Mamaluke, Jose Maximo, Joel Maximo, Kid Kash, Ace Steel e A.J. Styles | Luta de escadas pelo vago NWA X Division Championship | 15:42   |
| (c) - Campeão antes da luta | |                                                       |         |

## NWA/TNA PPV 16
NWA/TNA PPV 16 foi um evento pay-per-view promovido pela NWA-Total Nonstop Action, ocorreu no dia 16 de outubro de 2002 no Fairgrounds Coliseum na cidade de Nashville, Tennessee.

### Resultados
| Nº                          | Lutas                                                                                   | Estipulação                                             | Duração |
| --------------------------- | --------------------------------------------------------------------------------------- | ------------------------------------------------------- | ------- |
| 1                           | Brian Lawler derrotou David Young                                                       | Luta individual                                         | 05:51   |
| 2                           | Sonny Siaki derrotou Jorge Estrada                                                      | Luta individual                                         | 05:14   |
| 3                           | Ace Steel derrotou Derek Wylde                                                          | Luta individual                                         | 03:52   |
| 4                           | BG James e Hermie Sadler derrotaram Jeff Jarrett e Bruce                                | Luta de duplas                                          | 06:53   |
| 5                           | Ron Harris derrotou Norman Smiley                                                       | Luta individual                                         | 04:48   |
| 6                           | America's Most Wanted (James Storm e Chris Harris) (c) derrotaram Rick e Chris Michaels | Luta de duplas pelo NWA World Tag Team Championship     | 06:45   |
| 7                           | A.J. Styles (c) derrotou Syxx-Pac por desqualificação.                                  | Luta individual pelo NWA X Division Championship        | 13:50   |
| 8                           | Ron Killings (c) derrotou Curt Hennig                                                   | Luta individual pelo NWA World Heavyweight Championship | 08:56   |
| (c) - Campeão antes da luta |                                                                                         |                                                         |         |

## NWA/TNA PPV 17
NWA/TNA PPV 17 foi um evento pay-per-view promovido pela NWA-Total Nonstop Action, ocorreu no dia 23 de outubro de 2002 no Fairgrounds Coliseum na cidade de Nashville, Tennessee.

### Resultados
| Nº                          | Lutas | Estipulação                                             | Duração |
| --------------------------- | --- | ------------------------------------------------------- | ------- |
| Dark                        | The Ballard Brothers (Shane Ballard e Shannon Ballard) derrotaram Tony Stradlin e Todd Sexton | Luta de duplas                                          | N/A     |
| Dark                        | Ken Anderson derrotou Big Bully Douglas | Luta individual                                         | N/A     |
| Dark                        | Total Destruction (Rusty Riddle e Sean Royal) derrotaram Rainman e Murder One | Luta de duplas                                          | N/A     |
| 1                           | The Amazing Red derrotou Elix Skipper, Kid Kash, Jose Maximo e Joel Maximo - Skipper eliminou Jose (07:41). - Joel eliminou Skipper (08:48). - Kash eliminou Joel (09:24). - Red derrotou Kash (12:23). | Luta de eliminação                                      | 12:23   |
| 2                           | America's Most Wanted (Chris Harris e James Storm) (c) derrotaram The Hot Shots (Chase Stevens e Cassidy O'Reilly)                                                                                      | Luta de duplas pelo NWA World Tag Team Championship     | 07:22   |
| 3                           | Jerry Lynn derrotou Sonny Siaki | Luta individual                                         | 05:48   |
| 4                           | Scott Hall derrotou Jeff Jarrett | Luta individual                                         | 11:35   |
| 5                           | BG James derrotou Brian Lawler | Luta individual                                         | 04:40   |
| 6                           | A.J. Styles derrotou Syxx-Pac | Luta individual pelo NWA X Division Championship        | 08:55   |
| 7                           | Jorge Estrada derrotou Ace Steel | Luta individual                                         | 06:25   |
| 8                           | Ron Killings (c) derrotou Curt Hennig | Luta individual pelo NWA World Heavyweight Championship | 08:29   |
| (c) - Campeão antes da luta | |                                                         |         |

## NWA/TNA PPV 18
NWA/TNA PPV 18 foi um evento pay-per-view promovido pela NWA-Total Nonstop Action, ocorreu no dia 30 de outubro de 2002 no Fairgrounds Coliseum na cidade de Nashville, Tennessee.

### Resultados
| Nº                          | Lutas | Estipulação                                             | Duração |
| --------------------------- | --- | ------------------------------------------------------- | ------- |
| 1                           | Kid Kash derrotou Tony Mamaluke | Luta individual                                         | 08:48   |
| 2                           | Ron Killings (c) derrotou Scott Hall | Luta individual pelo NWA World Heavyweight Championship | 06:47   |
| 3                           | America's Most Wanted (Chris Harris e James Storm) (c) derrotaram Chris e Rick Michaels, The Hot Shots (Chase Stevens e Cassidy O'Reilly) | Luta triangular pelo NWA World Tag Team Championship    | 06:25   |
| 4                           | BG James derrotou Ron Harris | Luta individual                                         | 05:52   |
| 5                           | Ace Steel e Bruce derrotaram Jorge Estrada e Priscilla                                                                                    | Luta de duplas                                          | 05:54   |
| 6                           | Jeff Jarrett derrotou Curt Hennig | Luta individual                                         | 00:59   |
| 7                           | Sonny Siaki derrotou Jerry Lynn | Luta individual                                         | 15:08   |
| 8                           | A.J. Styles (c) derrotou The Amazing Red                                                                                                  | Luta individual pelo NWA X Division Championship        | 12:33   |
| (c) - Campeão antes da luta | |                                                         |         |

## NWA/TNA PPV 19
NWA/TNA PPV 19 foi um evento pay-per-view promovido pela NWA-Total Nonstop Action, ocorreu no dia 6 de novembro de 2002 no Fairgrounds Coliseum na cidade de Nashville, Tennessee.

### Resultados
| Nº                          | Lutas | Estipulação                                         | Duração |
| --------------------------- | --- | --------------------------------------------------- | ------- |
| Dark                        | Aussie derotou John Noble | Luta individual                                     | N/A     |
| Dark                        | Chris Hamrick derrotou Chi Chi Cruz | Luta individual                                     | N/A     |
| 1                           | Jorge Estrada derrotou Bruce (c) por contagem. | Luta individual pelo título de Miss TNA             | 08:48   |
| 2                           | BG James derrotou Sonny Siaki | Luta individual                                     | 07:09   |
| 3                           | America's Most Wanted (James Storm e Chris Harris) (c) derrotaram Slash e Brian Lee por desqualificação.                                                                        | Luta de duplas pelo NWA World Tag Team Championship | 07:48   |
| 4                           | Syxx-Pac derrotou Brian Lawler | Luta individual                                     | 05:01   |
| 5                           | Kid Kash derrotou Tony Mamaluke, Ace Steel, Jose Maximo e Joel Maximo - Mamaluke eliminou Steel (06:16). - Joel eliminou Mamaluke (08:15). - Kash eliminou Jose e Joel (12:52). | Luta de mesas de eliminação                         | 12:52   |
| 6                           | Jeff Jarrett derrotou Curt Hennig por desqualificação. | Luta individual                                     | 04:32   |
| 7                           | Jerry Lynn derrotou A.J. Styles (c) | Luta individual pelo NWA X Division Championship    | 20:59   |
| (c) - Campeão antes da luta | |                                                     |         |

## NWA/TNA PPV 20
NWA/TNA PPV 20 foi um evento pay-per-view promovido pela NWA-Total Nonstop Action, ocorreu no dia 13 de novembro de 2002 no Fairgrounds Coliseum na cidade de Nashville, Tennessee.

### Resultados
| Nº                          | Lutas                                                                                          | Estipulação                                         | Duração |
| --------------------------- | ---------------------------------------------------------------------------------------------- | --------------------------------------------------- | ------- |
| Dark                        | Rick Santel derrotou Chris Gatling                                                             | Luta individual                                     | N/A     |
| Dark                        | The Briscoe Mark e Jay Briscoe derrotaram Quiet Storm e Chris Divine                           | Luta de duplas                                      | N/A     |
| 1                           | EZ Money derrotou Tony Mamaluke                                                                | Luta individual                                     | 04:51   |
| 2                           | Sonny Siaki derrotou Chris Vaughn                                                              | Luta individual                                     | 02:06   |
| 3                           | Malice derrotou Kaos                                                                           | Luta individual                                     | 02:57   |
| 4                           | Brian Lawler derrotou Jorge Estrada                                                            | Luta individual                                     | 03:20   |
| 5                           | The Amazing Red derrotou Jimmy Yang                                                            | Luta individual                                     | 09:40   |
| 6                           | The S.A.T. (Jose e Joel Maximo) derrotaram Lenny e Bruce                                       | Luta de duplas                                      | 07:19   |
| 7                           | Harris Brothers (Ron e Don Harris) derrotaram The Hot Shots (Chase Stevens e Cassidy O'Reilly) | Luta de duplas                                      | 03:55   |
| 8                           | Jeff Jarrett derrotou BG James                                                                 | Luta individual                                     | 07:17   |
| 9                           | Slash e Brian Lee derrotaram America's Most Wanted (James Storm e Chris Harris) (c)            | Luta de duplas pelo NWA World Tag Team Championship | 09:07   |
| 10                          | Jerry Lynn (c) derrotou A.J. Styles e Kid Kash                                                 | Luta triangular pelo NWA X Division Championship    | 10:49   |
| (c) - Campeão antes da luta |                                                                                                |                                                     |         |

## NWA/TNA PPV 21
NWA/TNA PPV 21 foi um evento pay-per-view promovido pela NWA-Total Nonstop Action, ocorreu no dia 20 de novembro de 2002 no Fairgrounds Coliseum na cidade de Nashville, Tennessee.

### Resultados
| Nº                          | Lutas | Estipulação                                             | Duração |
| --------------------------- | --- | ------------------------------------------------------- | ------- |
| Dark                        | Forsaken derrotou Matt Dillinger                                                                         | Luta individual                                         | N/A     |
| Dark                        | Arrick Andrews derrotou Derrick King                                                                     | Luta individual                                         | N/A     |
| Dark                        | Johnny Curtis derrotou Adam Booker                                                                       | Luta individual                                         | N/A     |
| 1                           | EZ Money e Sonny Siaki derrotaram Chris Devine e Quiet Storm                                             | Luta de duplas                                          | 05:48   |
| 2                           | Malice derrotou Kory Williams                                                                            | Luta individual                                         | 01:58   |
| 3                           | Harris Brothers (Ron e Don Harris) derrotaram The S.A.T. (Jose e Joel Maximo)                            | Luta de duplas                                          | 06:06   |
| 4                           | BG James derrotou Lenny Lane                                                                             | Luta individual                                         | 02:56   |
| 5                           | A.J. Styles derrotou Crimson Dragon e Jorge Estrada (11:00)                                              | Luta triangular                                         | 11:00   |
| 6                           | Brian Lee e Slash (c) derrotaram America's Most Wanted (Chris Harris e James Storm) por desqualificação. | Luta de duplas pelo NWA World Tag Team Championship     | 10:44   |
| 7                           | Jerry Lynn (c) derrotou The Amazing Red                                                                  | Luta individual pelo NWA X Division Championship        | 10:02   |
| 8                           | Jeff Jarrett derrotou Ron Killings (c)                                                                   | Luta individual pelo NWA World Heavyweight Championship | 17:37   |
| (c) - Campeão antes da luta | |                                                         |         |

## NWA/TNA PPV 22
NWA/TNA PPV 22 foi um evento pay-per-view promovido pela NWA-Total Nonstop Action, ocorreu no dia 27 de novembro de 2002 no Fairgrounds Coliseum na cidade de Nashville, Tennessee.

### Resultados
| Nº                          | Lutas | Estipulação                                             | Duração |
| --------------------------- | --- | ------------------------------------------------------- | ------- |
| Dark                        | Harris Brothers (Ron e Don Harris) derrotaram Derrick King e Flex                                                           | Luta de duplas                                          | N/A     |
| Dark                        | Alan Funk derrotou Rick Santel                                                                                              | Luta individual                                         | N/A     |
| Dark                        | Adam Windsor e Dory Funk, Jr. derrotaram Blackout (Homicide e Rainman)                                                      | Luta de duplas                                          | N/A     |
| 1                           | Chris Divine e Quiet Storm derrotaram The Briscoe (Mark e Jay Briscoe)                                                      | Luta de duplas                                          | 06:04   |
| 2                           | The Hot Shots (Chase Stevens e Cassidy O'Reilly) derrotaram America's Most Wanted (Chris Harris e James Storm por contagem. | Luta de duplas                                          | 05:17   |
| 3                           | Brian Lee e Slash (c) derrotaram BG James e Curt Hennig por desqualificação.                                                | Luta de duplas pelo NWA World Tag Team Championship     | 10:33   |
| 4                           | EZ Money derrotou Alex Winters                                                                                              | Luta individual                                         | 03:19   |
| 5                           | Sonny Siaki derrotou Crimson Dragon                                                                                         | Luta individual                                         | 05:17   |
| 6                           | Jerry Lynn (c) derrotou A.J. Styles                                                                                         | Luta individual pelo NWA X Division Championship        | 12:29   |
| 7                           | Jeff Jarrett (c) derrotou Ron Killings                                                                                      | Luta individual pelo NWA World Heavyweight Championship | 13:49   |
| (c) - Campeão antes da luta | |                                                         |         |

## NWA/TNA PPV 23
NWA/TNA PPV 23 foi um evento pay-per-view promovido pela NWA-Total Nonstop Action, ocorreu no dia 4 de dezembro de 2002 no Fairgrounds Coliseum na cidade de Nashville, Tennessee.

### Resultados
| Nº                          | Lutas | Estipulação              | Duração |
| --------------------------- | --- | ------------------------ | ------- |
| Dark                        | Kid Kash derrotou Larry Valentine | Luta individual          | N/A     |
| Dark                        | Sonny Siaki derrotou Ron Sexton | Luta individual          | N/A     |
| Dark                        | Jason Cross derrotou Jimmy Rave | Luta individual          | N/A     |
| 1                           | Chris Divine e Quiet Storm derrotaram The S.A.T. (Jose e Joel Maximo) | Luta de duplas           | 07:33   |
| 2                           | Chris Harris derrotou Brian Lee | Luta individual          | 05:12   |
| 3                           | James Storm derrotou Slash | Luta individual          | 06:23   |
| 4                           | EZ Money derrotou Joel Maximo, A.J. Styles, Kid Kash - Joel Maximo derrotou Kid Kash (02:38). - A.J. Styles derrotou Maximo (04:10). - Money derrotou Styles (06:02). - Money derrotou Kash (08:51). - Styles derrotou Money (09:01). - Maximo derrotou Styles (17:11). - Money derrotou Maximo (19:15). | Luta de dupla eliminação | 19:15   |
| 5                           | America's Most Wanted (James Storm e Chris Harris) derrotaram Brian Lee, Slash e Bella Donna | Luta handicap            | 04:22   |
| 6                           | Jeff Jarrett derrotou Harris Brothers (Ron e Don Harris) | Luta handicap            | 05:11   |
| (c) - Campeão antes da luta | |                          |         |

## NWA/TNA PPV 24
NWA/TNA PPV 24 foi um evento pay-per-view promovido pela NWA-Total Nonstop Action, ocorreu no dia 11 de dezembro de 2002 no Fairgrounds Coliseum na cidade de Nashville, Tennessee.

### Resultados
| Nº                          | Lutas                                                                                    | Estipulação                                             | Duração |
| --------------------------- | ---------------------------------------------------------------------------------------- | ------------------------------------------------------- | ------- |
| Dark                        | Eric Justice e Tank Toban derrotaram Tiger Khan e Prophet                                | Luta de duplas                                          | N/A     |
| Dark                        | Jorge Estrada derrotou Dr. Heresy                                                        | Luta individual                                         | N/A     |
| Dark                        | A.J. Styles derrotou Kid Krazy                                                           | Luta individual                                         | N/A     |
| 1                           | Tony Mamaluke derrotou Jason Cross por submissão.                                        | Luta individual                                         | 06:29   |
| 2                           | Kid Kash derrotou Jorge Estrada                                                          | Luta individual                                         | 05:15   |
| 3                           | Chris Divine e Quiet Storm derrotaram America's Most Wanted (James Storm e Chris Harris) | Luta de duplas                                          | 06:55   |
| 4                           | The Amazing Red derrotou A.J. Styles                                                     | Luta individual                                         | 12:05   |
| 5                           | Slash e Brian Lee (c) derrotaram Harris Twins (Ron e Don Harris) por desqualificação.    | Luta de duplas pelo NWA World Tag Team Championship     | 04:16   |
| 6                           | Sonny Siaki derrotou Jerry Lynn (c)                                                      | Luta individual pelo NWA X Division Championship        | 11:57   |
| 7                           | Ron Killings derrotou BG James                                                           | Luta Chain Chair match                                  | 04:02   |
| 8                           | Jeff Jarrett (c) derrotou Curt Hennig                                                    | Luta individual pelo NWA World Heavyweight Championship | 08:09   |
| (c) - Campeão antes da luta |                                                                                          |                                                         |         |

## NWA/TNA PPV 25
NWA/TNA PPV 25 foi um evento pay-per-view promovido pela NWA-Total Nonstop Action, ocorreu no dia 18 de dezembro de 2002 no Fairgrounds Coliseum na cidade de Nashville, Tennessee.

### Resultados
| Nº                          | Lutas | Estipulação                                      | Duração |
| --------------------------- | --- | ------------------------------------------------ | ------- |
| Dark                        | Kaos derrotou Kodiak | Luta individual                                  | N/A     |
| Dark                        | Danny Dominion derrotou Eric Priest | Luta individual                                  | N/A     |
| Dark                        | Ace Steel e David Young derrotaram Chris Vaughn e Johnny Slaughter                                                                        | Luta de duplas                                   | N/A     |
| 1                           | Jason Cross derrotou The Amazing Red, Kid Kash, Tony Mamaluke, Joel Maximo, Jose Maximo, Jimmy Rave, Shark Boy, A.J. Styles e David Young | Luta Gauntlet                                    | 22:09   |
| 2                           | America's Most Wanted (Chris Harris e James Storm) derrotou Harris Twins (Ron e Don Harris) e Brian Lee e Slash                           | Luta triangular                                  | 07:37   |
| 3                           | Sonny Siaki (c) derrotou Jerry Lynn e EZ Money                                                                                            | Luta triangular pelo NWA X Division Championship | 07:45   |
| 4                           | BG James derrotou Ron Killings | Luta Falls Count Anywhere                        | 04:35   |
| 5                           | Christopher Daniels, Low-Ki e Elix Skipper derrotaram The Amazing Red, The S.A.T. (Jose e Joel Maximo)                                    | Luta de trios                                    | 21:03   |
| (c) - Campeão antes da luta | |                                                  |         |